# Halanonchus longicaudatus
Halanonchus longicaudatus är en rundmaskart. Halanonchus longicaudatus ingår i släktet Halanonchus, och familjen Tripyloididae. Arten är reproducerande i Sverige.